# Резня в военной тюрьме Тадмор

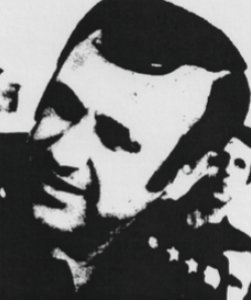
Изображение Рифата Асада в докладе ЦРУ

Резня в военной тюрьме Тадмор, широко известное в Сирии событие, которое произошло 27 июня 1980 года. В этот день бойцы сирийской проправительственной милиции "Бригады Обороны" (так же известны как Сарайя ад-Дифа), контролируемой Рифатом аль-Асадом, убили по разным оценкам от 500 до 1200 заключённых. Резня произошла в ответ на день раньше этого покушения на Президента Сирии Хафеза Асада со стороны Ихванов. По некоторым данным после зачистки потребовалось 2 недели, чтобы избавиться от трупов и крови. Эти события стали достоянием гласности лишь тогда, когда в Иордании были арестованы несколько сирийских агентов, посланных убить бывшего премьер-министра Мудара Бадрана, после чего те рассказали обо всём.

## Оценка международных организаций
По данным Human Rights Watch в резне погибли 500 заключённых.
По данным Amnesty International в резне погибли от 500 до 1000 заключённых.